# کشتن برونا تیلور
بریانا تیلور (متولد ۵ ژوئن ۱۹۹۳ - مرگ ۱۳ مارس ۲۰۲۰) (به انگلیسی: Breonna Taylor)، دختر ۲۶ سالهٔ سیاه‌پوست آمریکایی و تکنسین پزشکی بود. او در تاریخ ۱۳ مارس ۲۰۲۰ میلادی، توسط افسران اداره پلیس مترو لوئیزویل (LMPD) ایالات متحده امریکا، به ضرب گلوله کشته شد.

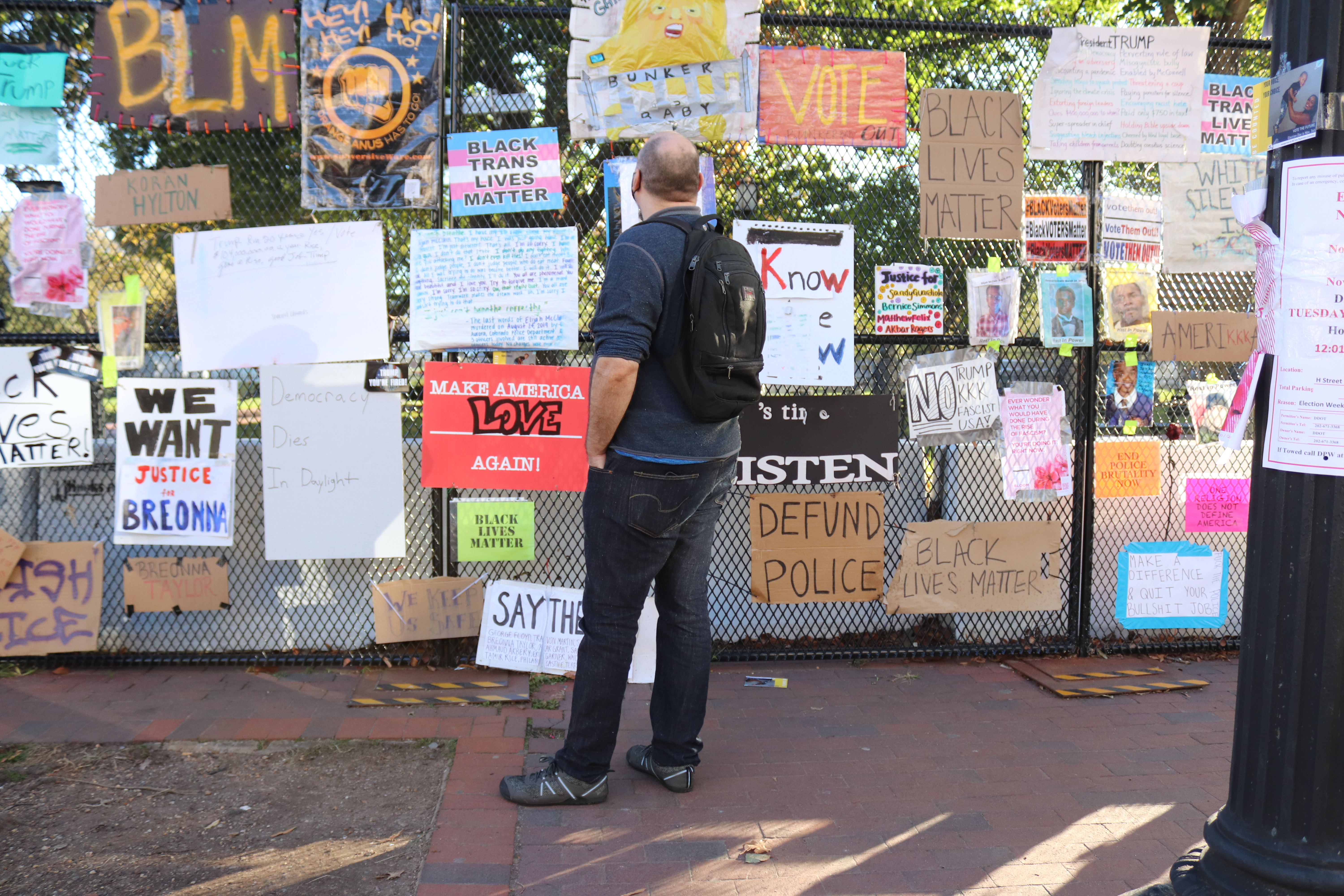

## شرح واقعه

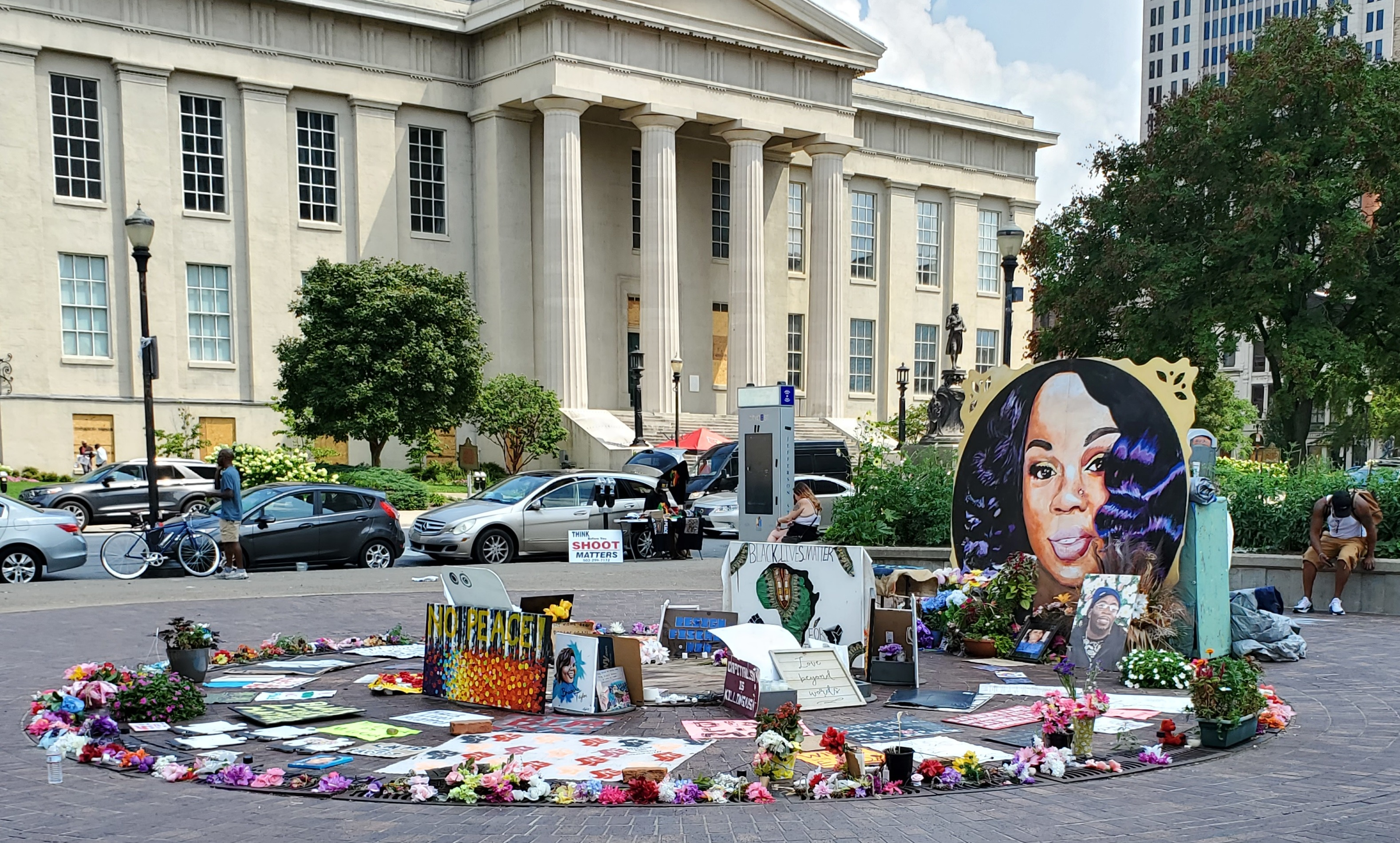
یادبود برونا تیلور در میدان جفرسون در لوئیزویل، کنتاکی. پرتره بزرگ ارائه شده توسط هنرمند محلی و مدافع جامعه آرون کوناوی است.

سه افسر پلیس به آپارتمان بریانا تیلور در لوئیزویل در کنتاکی وارد شدند. تیراندازی بین ماموران امنیتی و دوست‌پسر تیلور رد و بدل شد. واکر گفت که معتقد است که مأموران مزاحم هستند. نیروهای امنیتی بیش از بیست گلوله جنگی شلیک کردند. برونا در حالی‌که تسلیم بود هشت‌بار مورد اصابت گلوله قرار گرفت و گروهبان LMPD Mattingly بر اثر اصابت گلوله زخمی شد. یکی دیگر از افسران پلیس و یک ستوان LMPD هنگام اجرای حکم در صحنه بودند.
در ماه‌های آتی این رخداد، پلیس لوئیزیانا هر سه افسر درگیر در این پرونده را به اتهاماتی مشابه، از کار اخراج کرد.

## افراد درگیر
- بریانا تیلر (۵ ژوئن ۱۹۹۳–۱۳ مارس ۲۰۲۰) در گراند رپیدز میشیگان متولد شد. پدر و مادر وی تامیکا پالمر و تروی هرود بودند. او از دبیرستان غربی فارغ‌التحصیل شد و به تحصیل در دانشگاه کنتاکی پرداخت. او یک تکنسین فوریت‌های پزشکی بود و در دو بیمارستان، دانشگاه یهودیان لوئیزویل و مراقب‌های بهداشتی نورتون کار می‌کرد. در زمان فوتش، در دانشگاه لوییویل مشغول به کار بوده‌است.[۵][۶][۷] مراسم تشییع جنازه وی در ۲۱ مارس ۲۰۲۰ برگزار شد.
- کنت واکر دوست‌پسر بریانا تیلر بود که با او در آپارتمانش زندگی می‌کرد.
- جاناتان ماتینگلی یک گروهبان پلیس LMPD است که در سال ۲۰۰۰ به این بخش پیوست.[۲]
- برت هنکیسون یک کارآگاه لباس شخصی LMPD است.
- مایلز کازگرو یک کارآگاه لباس شخصی LMPD است.